# Test de D'Agostino
Le test de D'Agostino ou test du K² de D'Agostino est un test statistique nommé en l'honneur de Ralph D'Agostino. Il s'agit d'un test de normalité c'est-à-dire un test qui évalue si la distribution des valeurs dans un échantillon provient d'une population avec une distribution normale. Le test est basé sur les transformations du kurtosis et de l'asymétrie de l'échantillon et est plus puissant uniquement face aux tests alternatifs qui vérifie si la distribution est asymétrique ou kurtique.